# Campeonato Mato-Grossense 1978
In 1978 werd het 36ste Campeonato Mato-Grossense gespeeld voor voetbalclubs uit de Braziliaanse staat Mato Grosso. De competitie werd georganiseerd door de FMF en werd gespeeld van 3 september 1978 tot 1 april 1979. Er werden twee toernooien georganiseerd, omdat Operário Campo Grande beide won was er geen finale om de titel nodig. 
Na dit seizoen verlieten Operário en Comercial uit Campo Grande de competitie nadat de staat Mato Grosso opgesplitst werd en de clubs gingen in de nieuwe staatscompetitie Campeonato Sul-Mato-Grossense spelen. 

## Eerste toernooi
| Plaats | Club                      | Wed. | W  | G | V  | Saldo | Ptn. |
| ------ | ------------------------- | ---- | -- | - | -- | ----- | ---- |
| 1.     | Operário Campo Grande     | 16   | 13 | 2 | 1  | 37:9  | 28   |
| 2.     | Dom Bosco                 | 16   | 11 | 4 | 1  | 34:6  | 26   |
| 3.     | Mixto                     | 16   | 8  | 4 | 4  | 21:15 | 20   |
| 4.     | Operário Várzea-Grandense | 16   | 8  | 3 | 5  | 18:14 | 19   |
| 5.     | Comercial                 | 16   | 6  | 6 | 4  | 16:12 | 18   |
| 6.     | Barra do Garças           | 16   | 5  | 2 | 9  | 23:29 | 12   |
| 7.     | União                     | 16   | 5  | 2 | 9  | 19:25 | 12   |
| 8.     | XXI de Abril              | 16   | 1  | 3 | 12 | 5:33  | 5    |
| 9.     | Palmeiras                 | 16   | 0  | 4 | 12 | 9:39  | 4    |

|  | Geplaatst voor finale              |
|  | Uitgeschakeld voor tweede toernooi |

## Tweede toernooi
| Plaats | Club                      | Wed. | W | G | V | Saldo | Ptn. |
| ------ | ------------------------- | ---- | - | - | - | ----- | ---- |
| 1.     | Operário Campo Grande     | 10   | 6 | 3 | 1 | 29:6  | 15   |
| 2.     | Mixto                     | 10   | 4 | 5 | 1 | 14:11 | 13   |
| 3.     | Dom Bosco                 | 10   | 5 | 2 | 3 | 21:7  | 12   |
| 4.     | Comercial                 | 10   | 2 | 6 | 2 | 12:7  | 10   |
| 5.     | Operário Várzea-Grandense | 10   | 3 | 2 | 5 | 11:19 | 8    |
| 6.     | Barra do Garças           | 10   | 0 | 2 | 8 | 4:41  | 2    |

|  | Geplaatst voor finale |

### Kampioen
| Campeonato Mato-Grossense de 1978         |
| Mato-Grosso                               |
| ----------------------------------------- |
| OPERÁRIO CAMPO GRANDE Kampioen (4° titel) |